# 彭家麗
彭家麗（英語：Angela Pang Ka Lai，1969年6月27日—），香港女歌手及歌唱導師。胞弟為藝人彭皓鋒。淡出樂壇前為無綫電視女藝員，於2012年轉投香港電視網絡，2013年回歸樂壇，簽約香港索尼音樂娛樂及無綫電視（2014年）。彭家麗是香港首位推出MiniDisc的歌手。

## 背景

### 早年生活
彭家麗於早年在九龍紅磡長大，有一姊一弟，入讀英文小學，讀書時曾考過全級第一，喜歡數學和英文科，但不喜歡中文科，參加過兒童合唱團。後來因父親工作關係升讀中文中學。就讀鳳溪第一中學期間修讀理科，以附加數學科的成績較好。另外，她是少年警訊成員；中五畢業後原本打算做護士，卻因為政府取消護士考試而未能報考。之後讀過旅遊和商業的課程，又曾投考空中服務員。

### 事業發展
她曾參加少年警訊歌唱比賽，於1987年陪同朋友參加由香港新力音樂主辦的CBS/Sony亞洲之星歌唱比賽獲得冠軍，並代表香港到日本東京連同中、台、日、韓代表一起比賽；雖然在日本未能獲奬，不過獲香港新力音樂邀請簽約為歌手。由於家人要求香港新力音樂待她完成學業才正式當歌手，因此她於1989年2月17日才推出首張個人EP《再見十九歲》。同年受到公司安排連同寶佩如和鄭瑞芬以合作方式加入亞洲電視，一同遠赴日本為拍攝音樂特輯《鹿兒新派三人行》。彭其後推出多張唱片，代表作有《風鈴》、《是不是這樣的夜晚你才會這樣的想起我》和《從不喜歡孤單一個》（與蘇永康合唱）等多首經典金曲。由於認為自己不適合娛樂圈，努力沒有獲得相應的回報（例如《是不是這樣的夜晚…你才會這樣的想起我》一曲雖登上音樂歌曲榜冠軍，然而沒有獲得任何獎項），彭家麗於是在《從不喜歡孤單一個》得獎未幾便與香港新力音樂解約，與兩名朋友，其中一位是韋綺姍，一起開設音樂學校當歌唱教師。
2004年2月21日星期六約凌晨3點，在送朋友回家後，彭家麗於佐敦上海街被人扑頭打劫，頭骨破裂，差點喪命。休養期間，於2004年5月在朋友的邀請下參加香港藝人之家的聚會，並於2004年11月決志信奉基督教，參與多次佈道會分享自己經歷。2008年曾在房產公司的發展部任職文員助理1年，負責租務方面事宜。
2013年8月，彭家麗於一個籌款活動上與紅日娛樂主席朱壽仁合唱《從不喜歡孤單一個》，朱壽仁走音兼跟不上拍子惹人嘲笑，片段在網上瘋傳，點擊率至今已超過100萬，比起她與蘇永康的原裝版本超出五倍，令她再次受到關注。再加上彭家麗對朱壽仁的「驚人」歌藝仍然處變不驚，因此獲得網民讚賞其的專業精神。同年12月，她重新加入香港索尼音樂娛樂，準備出版唱片。

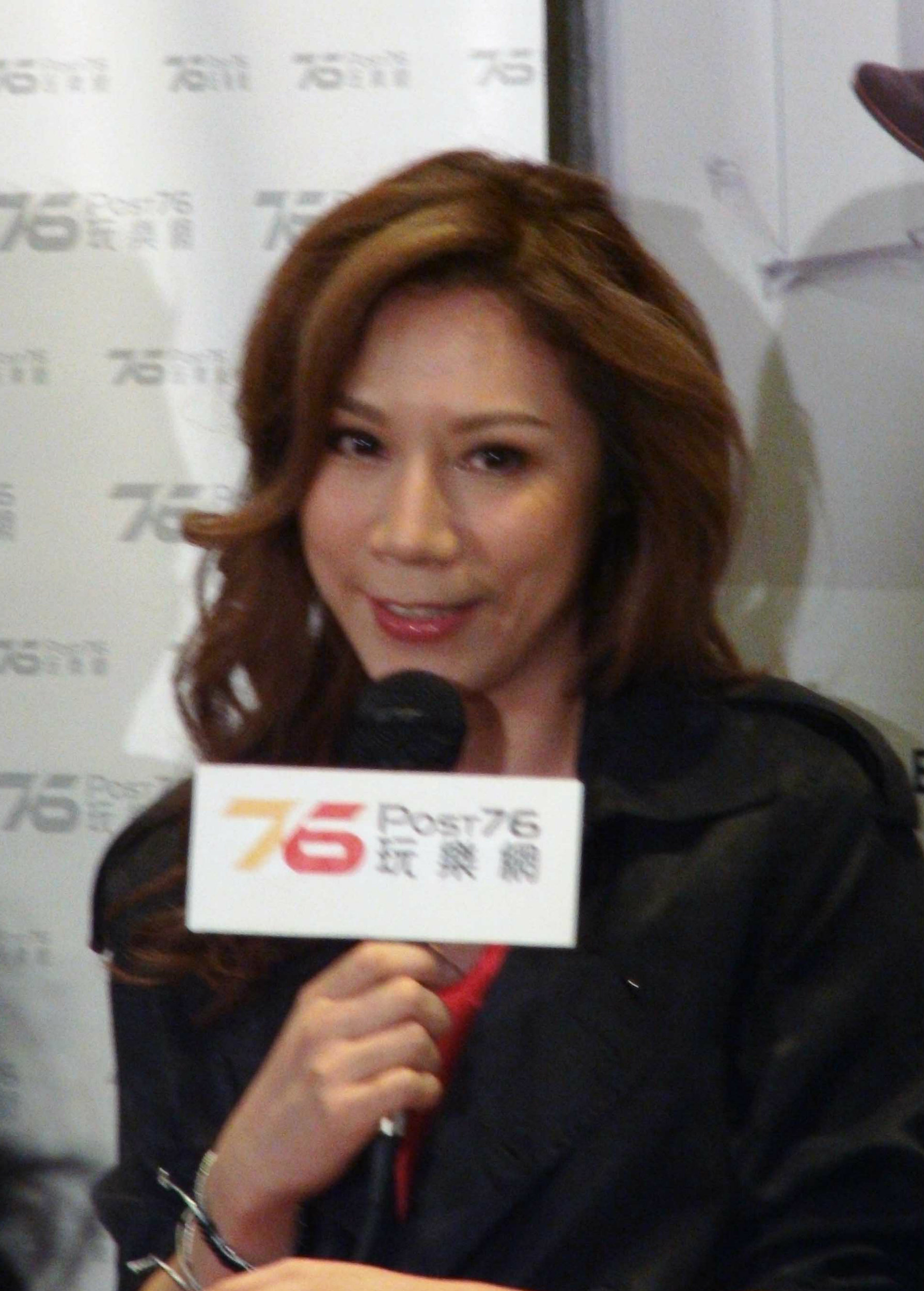
2014年8月21日彭家麗在銅鑼灣cubus出席《It's All About Angela Pang》CD試聽會

2014年8月8日，彭家麗相隔19年推出新唱片《It's All About Angela Pang》新曲+精選，由著名音樂製作人Edward Chan當監製、著名音樂人劉賢德為Hi-Res Audio Producer，以高音質灌錄，並舉行盛大的新碟發佈會。及後更舉辦入行廿多年首次簽唱會，唱片銷售反應不錯，並推出多種版本，包括Hi-Res CD、SACD、黑膠唱片。2016年6月23日，她推出其第12張個人音樂專輯《Recall》，亦是她第一張翻唱專輯，翻唱《情人知己》、《不可以不想你》、 《有了你》及《堆積情感》等十首名曲。全碟編曲為Roel A. Garcia，全碟監製為夏韶聲。2019年10月連同湯寶如和駱振偉一起為ViuTV主持新音樂節目Chill Club，在節目內演唱自己的名曲及與嘉賓對唱。

## 音樂作品

### 專輯
| 專輯 # | 專輯名稱                   | 專輯類型  | 發行公司                | 發行日期      | 曲目 |
| ------ | -------------------------- | --------- | ----------------------- | ------------- | --- |
| 1st    | 再見十九歲                 | EP        | 新力唱片                | 1989年10月    | 曲目 1. 再見十九歲 2. 五月情懷 3. 獨行的白雲 4. 再見十九歲（伴唱版） 5. 五月情懷（伴唱版） 6. 獨行的白雲（伴唱版） |
| 2nd    | 彭家麗（1990）             | 大碟      | 新力唱片                | 1990年9月     | 曲目 1. 風鈴 2. 看月亮的肖像 3. 暗戀 4. 風，請吹醒我 5. 獨行的白雲 6. 永遠的愛 7. 小冤家（陳少偉合唱） 8. 二月十四 9. 半段情 10. 再見十九歲 |
| 3rd    | 我感覺我真的變了           | 大碟      | 新力唱片                | 1991年5月     | 曲目 1. 我變了 2. No Promise 3. 美麗傳奇（蔣志光合唱） 4. 紐約現時下雪已深 5. 灑滿星塵的晚上 6. 沒法忘記他 7. 打開天窗 8. 月光曲 9. 莎莉變變變 10. 心中的故事 |
| 4th    | 彭家麗（1992）             | 大碟      | 新力唱片                | 1992年4月     | 曲目 1. 是不是這樣的夜晚…你才會這樣的想起我 2. 雪的誓約 3. 愛得急燥 4. 不再驕傲 5. 飄 6. 此刻多麼完美 7. An Electric Dream 8. 愛上你的所有 9. 無夢的詩（蔣志光合唱） 10. 夢中情人 |
| 5th    | 彭家麗（1993）             | 大碟      | 新力唱片                | 1993年1月     | 曲目 1. 何故·何苦·何必 2. 仍是這樣愛你 3. I'm Not In Love 4. 情愛似是謎 5. 我要你帶動 6. 明年今夜 7. 你愛過，我也愛過 8. 明知心所愛白費 9. 臨別心聲 10. 不傷不痛不像愛 |
| 6th    | 新曲+精選                  | 新曲+精選 | 新力唱片                | 1993年6月23日 | 曲目 1. 昨天·今天·下雨天 2. 分手前一小時 3. 是不是這樣的夜晚…你才會這樣的想起我 4. 讓你感覺我的心再說愛妳（國）（黃世豪合唱） 5. 愛得急燥 6. No Promise 7. 打開天窗 8. 何故·何苦·何必 9. 仍是這樣愛你 10. 風鈴 11. 飄 12. 月光曲 13. 我變了 14. 明年今夜 15. 沒法忘記他 16. 再見十九歲          |
| 7th    | 徘徊                       | 大碟      | 新力唱片                | 1994年1月6日  | 曲目 1. 原來只喜歡孤單一個 2. 從不喜歡孤單一個（蘇永康合唱） 3. 我一個女仔 4. 行動派 5. 引著未來 6. 霓虹夜雨 7. 美女與野獸 8. 三心兩意 9. 世界仍是我們的 10. Denpasar Moon |
| 8th    | 日女人                     | 大碟      | 新力唱片                | 1994年7月28日 | 曲目 1. 日女人 2. 最愛一次 3. Goodbye 4. 戀愛出賣 5. 天地緣份 6. 常在我身邊 7. 通天神偷 8. 遠走高飛 9. 花啦花啦 10. 日女人（Remix） |
| 9th    | 至愛精選                   | 新曲+精選 | 新力唱片                | 1995年5月     | 曲目 1. 暖些 2. 我不是花瓶 3. 霓虹夜雨 4. 昨天·今天·下雨天 5. 原來只喜歡孤單一個 6. 行動派 7. 日女人 8. No Promise 9. Goodbye 10. 最愛一次 11. 分手前一小時四分廿四秒（Dub Mix） 12. 花啦花啦 13. 從不喜歡孤單一個（蘇永康合唱） 14. 何故·何苦·何必 15. 是不是這樣的夜晚…你才會這樣的想起我     |
| 10th   | 尋找（國語專輯）           | 大碟      | 全美A.V.F 米洛克唱片    | 1998年8月     | 曲目 1. 尋找 2. 就要分手（黃文升合唱） 3. 我不想懵懵懂懂 4. 沒有你過得比較好 5. 愛是你 6. 為你（黃世豪合唱） 7. 寂寞的伸展台 8. 驕傲 9. 我喜歡讓自己與眾不同 10. 放手 |
| 11th   | It's All About Angela Pang | 新曲+精選 | 索尼音樂娛樂 (香港)     | 2014年8月8日  | 曲目 Disc 1 1. 從今喜歡孤單一個 2. 珍惜 3. 沒那麼簡單 4. 不如不見 5. 算 Disc 2 1. 是不是這樣的夜晚…你才會這樣的想起我 2. 何故·何苦·何必 3. 從不喜歡孤單一個（蘇永康合唱） 4. 原來只喜歡孤單一個 5. No Promise 6. 仍是這樣愛你 7. 風鈴 8. 再見十九歲 9. 昨天·今天·下雨天 10. 美女與野獸 11. 暖些 |
| 12th   | Recall                     | 翻唱大碟  | 索尼音樂娛樂 (香港)     | 2016年6月23日 | 曲目 CD 1. 情人知己 2. 不可以不想你 3. 有了你 4. 堆積情感 5. 很愛很愛你 6. 餘情未了 7. 情歸何處 8. 我心不死 9. 別問我是誰 10. 你是我的男人 |
| 13th   | 重生·從新                  | 福音大碟  | AP Ent（自資）          | 2019年7月1日  | 曲目 CD 1. 只可活一次 2. 人生路 感謝主（feat. 小金子） 3. 未說的話 （《愛未完…待續》話劇音樂會主題曲） 4. 我的天父很可靠（feat. 彭凱宜、彭華僑） 5. 萬變有時 6. 是因為愛 7. 歲月如歌 8. 好好戀愛（好好戀愛學堂校歌）（feat. 王祖藍） 9. 擱淺 重生 10. 珍惜（MMO音樂伴奏）                       |
| 14th   | 絢麗（國語專輯）           | 翻唱EP    | Tech Channel Production | 2021年2月19日 | 曲目 CD 1. 我一見你就笑 2. 搖搖擺擺 3. 忘了對你說 4. 我的心裡沒有他 5. 情人的眼淚（Live Version） |

### 從未出碟歌曲
- 1992年：《一場好夢》（國語）（《英雄地之小刀會》插曲）
- 1999年：《開心快活人》（亞洲電視劇集《肥貓正傳II》主題曲）
- 1999年：《愛你一千世》（亞洲電視劇集《肥貓正傳II》插曲）
- 1999年：《爭一口氣》（亞洲電視劇集《陳夢吉傳奇》粵語主題曲）
- 1999年：《樂意奉陪》（亞洲電視劇集《陳夢吉傳奇》國語主題曲）
- 2001年：《寧願見祢面》（《樂滿·家》主題曲）
- 2002年：《健康快車》（兒歌，彭家麗親自作曲並與向雪懷合作填詞）
- 2004年：《雨過天青》（無綫電視劇集《足秤老婆八両夫》主題曲，與向雪懷合作填詞）
- 2005年：《I Wanna Love You》（無綫電視劇集《學警雄心》插曲，與高皓正合唱）
- 2006年：《好好戀愛》（國語）（福音歌曲，與王祖藍合唱）
- 2011年：《理想國》（連同顏福偉和彭遠揚合唱）
- 2021年：《與愛同行》（《攜手瞳行慈善音樂劇場》主題曲，連同陳凱彤、黃劍文、藍、陸荃和劉智衞合唱）
- 2022年：《醜怪》、《是不是這樣的痛過 人才算真正的成長過》

### 其他歌曲
- 1992年：《現代愛情啟示錄》（與蔡興麟合唱，收錄於蔡興麟《Come Back To Me》專輯）
- 2004年：《去飛》（與顏福偉合唱，收錄於顏福偉《奔向明天》專輯）
- 2012年：《I Do》（國語）（與胡渭康合唱，收錄於胡渭康《Keep Going》專輯）

### 動畫歌曲
- 1990年：《莎莉變變變》（動畫《莎莉變變變》粵語主題曲，收錄於《我感覺我真的變了》專輯）
- 1994年：《花啦花啦》（動畫《俏皮幻法小花仙》粵語主題曲，收錄於《日女人》專輯）

### 創作歌曲
| 創作部份   | 發表年份 | 演唱歌手 | 歌曲           | 專輯名稱   | 備註                                                  |
| ---------- | -------- | -------- | -------------- | ---------- | ----------------------------------------------------- |
| 作曲       | 1998年   | 彭家麗   | 我不想懵懵懂懂 | 《尋找》   |                                                       |
| 作曲       | 2001年   | 彭羚     | 水溫           | 《給lisa》 |                                                       |
| 作曲       | 2001年   | 高慧君   | 老天!我不愛了  | 《忘了》   | 惟作曲人誤寫作彭佳麗                                  |
| 作曲／填詞 | 2002年   | 彭家麗   | 健康快車       | 未曾收錄   | 與向雪懷合作填詞                                      |
| 填詞       | 2004年   | 彭家麗   | 雨過天青       | 未曾收錄   | 無綫電視劇集《足秤老婆八両夫》主題曲 與向雪懷合作填詞 |

### 派台歌曲成績
| 派台歌曲成績（四台）       | 派台歌曲成績（四台）                      | 派台歌曲成績（四台） | 派台歌曲成績（四台） | 派台歌曲成績（四台） | 派台歌曲成績（四台） | 派台歌曲成績（四台）                                                 | 派台歌曲成績（四台）                                                 |      |
| -------------------------- | ----------------------------------------- | -------------------- | -------------------- | -------------------- | -------------------- | -------------------------------------------------------------------- | -------------------------------------------------------------------- | ---- |
| 唱片                       | 歌曲                                      | 903                  | RTHK                 | 997                  | TVB                  | 備註                                                                 | 備註                                                                 |      |
| 1989年                     |                                           |                      |                      |                      |                      |                                                                      |                                                                      |      |
| 再見十九歲                 | 再見十九歲                                | 28                   | /                    |                      | ×                    | OT：伊能靜 ~ Happy Birthday                                          | OT：伊能靜 ~ Happy Birthday                                          |      |
| 再見十九歲                 | 獨行的白雲                                | -                    | /                    |                      | 10                   |                                                                      |                                                                      |      |
| 再見十九歲                 | 五月情懷                                  | -                    | /                    |                      | ×                    | OT：Bee Gees ~ First of May                                          | OT：Bee Gees ~ First of May                                          |      |
| 1990年                     |                                           |                      |                      |                      |                      |                                                                      |                                                                      |      |
| 彭家麗（1990）             | 風鈴                                      | 6                    | /                    |                      | ×                    |                                                                      |                                                                      |      |
| 彭家麗（1990）             | 看月亮的肖像                              | -                    | -                    |                      | ×                    |                                                                      |                                                                      |      |
| 1991年                     |                                           |                      |                      |                      |                      |                                                                      |                                                                      |      |
| 我感覺我真的變了           | No Promise                                | 3                    | 2                    |                      | 3                    | OT：Laura Branigan ~ No Promise, No Guarantee                        | OT：Laura Branigan ~ No Promise, No Guarantee                        |      |
| 我感覺我真的變了           | 沒法忘記他                                | 11                   | 20                   |                      | /                    | OT：Aishiah ~ Janji Manis Mu                                         | OT：Aishiah ~ Janji Manis Mu                                         |      |
| 我感覺我真的變了           | 打開天窗                                  | 8                    | -                    |                      | /                    |                                                                      |                                                                      |      |
| 我感覺我真的變了           | 我變了                                    | -                    | -                    |                      | /                    |                                                                      |                                                                      |      |
| 1992年                     |                                           |                      |                      |                      |                      |                                                                      |                                                                      |      |
| 彭家麗（1992）             | 是不是這樣的夜晚…你才會這樣的想起我（粵） | 3                    | 1                    |                      | 1                    | OT：吳宗憲 ~ 是不是這樣的夜晚…你才會這樣的想起我（國）               | OT：吳宗憲 ~ 是不是這樣的夜晚…你才會這樣的想起我（國）               |      |
| 彭家麗（1992）             | 雪的誓約                                  | 21                   | -                    |                      | /                    |                                                                      |                                                                      |      |
| 彭家麗（1992）             | 飄…                                       | 29                   | -                    |                      | /                    | OT：無線電視劇《金蛇郎君》插曲                                       | OT：無線電視劇《金蛇郎君》插曲                                       |      |
| 彭家麗（1992）             | 愛得急燥                                  | -                    | -                    |                      | /                    | OT：Anna Marie ~ True Intentions                                     | OT：Anna Marie ~ True Intentions                                     |      |
| Come Back To Me            | 現代愛情啟示錄                            | 12                   | 9                    |                      | /                    | 與蔡興麟合唱                                                         | 與蔡興麟合唱                                                         |      |
| 彭家麗（1993）             | 何故·何苦·何必                            | 14                   | 13                   |                      | 9                    | OT：張信哲 ~ 難以抗拒你容顏 同曲曲目： 黎明 ~ 情難自控               | OT：張信哲 ~ 難以抗拒你容顏 同曲曲目： 黎明 ~ 情難自控               |      |
| 1993年                     |                                           |                      |                      |                      |                      |                                                                      |                                                                      |      |
| 彭家麗（1993）             | 仍是這樣愛你                              | 14                   | 10                   |                      | /                    | OT：裘海正 ~ 坦白 同曲曲目：呂方 ~ 承受                              | OT：裘海正 ~ 坦白 同曲曲目：呂方 ~ 承受                              |      |
| 彭家麗（1993）             | 我要你帶動                                | 23                   | -                    |                      | /                    |                                                                      |                                                                      |      |
| 新曲+精選                  | 分手前一小時                              | 19                   | 8                    |                      | /                    | OT：SHOW-YA ~ 嘘だと言ってよMoon Light 另派四分廿四秒（Dub Mix）版本 | OT：SHOW-YA ~ 嘘だと言ってよMoon Light 另派四分廿四秒（Dub Mix）版本 |      |
| 新曲+精選                  | 昨天·今天·下雨天                          | 19                   | -                    |                      | /                    |                                                                      |                                                                      |      |
| 徘徊                       | 原來只喜歡孤單一個                        | 9                    | 12                   |                      | /                    | OT：裘海正 ~ 你說你比較習慣一個人 同曲曲目：彭羚 ~ 把你怨恨          | OT：裘海正 ~ 你說你比較習慣一個人 同曲曲目：彭羚 ~ 把你怨恨          |      |
| 1994年                     |                                           |                      |                      |                      |                      |                                                                      |                                                                      |      |
| 徘徊 / So                  | 從不喜歡孤單一個                          | 16                   | 6                    | 1                    | /                    | 與蘇永康合唱                                                         | 與蘇永康合唱                                                         |      |
| 徘徊                       | 世界仍是我們的                            | -                    | -                    | /                    | /                    | 原曲為小野正利的 Forever My Love                                     | 原曲為小野正利的 Forever My Love                                     |      |
| 日女人                     | 日女人                                    | 14                   | 8                    | /                    | /                    |                                                                      |                                                                      |      |
| 日女人                     | 最愛一次                                  | 30                   | -                    | /                    | /                    |                                                                      |                                                                      |      |
| 日女人                     | Goodbye                                   | -                    | -                    | /                    | /                    |                                                                      |                                                                      |      |
| 1995年                     |                                           |                      |                      |                      |                      |                                                                      |                                                                      |      |
| 至愛精選                   | 暖些                                      | -                    | -                    | /                    | /                    |                                                                      |                                                                      |      |
| 2004年                     |                                           |                      |                      |                      |                      |                                                                      |                                                                      |      |
| 奔向明天                   | 去飛                                      | -                    | -                    | 5                    | -                    | 與顏福偉合唱                                                         | 與顏福偉合唱                                                         |      |
| 2011年                     |                                           |                      |                      |                      |                      |                                                                      |                                                                      |      |
|                            | 理想國                                    | -                    | -                    | -                    | -                    | 連同顏福偉和彭遠揚合唱                                               | 連同顏福偉和彭遠揚合唱                                               |      |
| 2014年                     |                                           |                      |                      |                      |                      |                                                                      |                                                                      |      |
| It's All About Angela Pang | 從今喜歡孤單一個                          | -                    | 3                    | 10                   | -                    |                                                                      |                                                                      |      |
| It's All About Angela Pang | 珍惜                                      | -                    | -                    | 5                    | -                    | 新城勁爆勵志‧兒歌榜：1                                               | 新城勁爆勵志‧兒歌榜：1                                               |      |
| 2016年                     |                                           |                      |                      |                      |                      |                                                                      |                                                                      |      |
| Recall                     | 情人知己                                  | -                    | -                    | -                    | -                    | OT：Chage & Aska ~ 男と女 翻唱葉蒨文作品                             | OT：Chage & Aska ~ 男と女 翻唱葉蒨文作品                             |      |
| 派台歌曲成績（五台）       |                                           |                      |                      |                      |                      |                                                                      |                                                                      |      |
| 唱片                       | 歌曲                                      | 903                  | RTHK                 | 997                  | TVB                  | ViuTV                                                                | 備註                                                                 | 備註 |
| 2020年                     |                                           |                      |                      |                      |                      |                                                                      |                                                                      |      |
| 絢麗                       | 情人的眼淚                                | -                    | -                    | -                    | -                    | -                                                                    | 翻唱潘秀瓊作品                                                       |      |
| 絢麗                       | 搖搖擺擺                                  | -                    | -                    | -                    | -                    | -                                                                    | 翻唱姚莉作品                                                         |      |
| 2021年                     |                                           |                      |                      |                      |                      |                                                                      |                                                                      |      |
|                            | 與愛同行                                  | -                    | -                    | -                    | -                    | -                                                                    | 連同陳凱彤、黃劍文、藍、陸荃和劉智衞合唱                             |      |
|                            | 醜怪                                      | -                    | -                    | 3                    | -                    | -                                                                    | 跨年上榜                                                             |      |
| 2022年                     |                                           |                      |                      |                      |                      |                                                                      |                                                                      |      |
|                            | 是不是這樣的痛過 人才算真正的成長過       | -                    | -                    | -                    | -                    | -                                                                    |                                                                      |      |

| 各台冠軍歌總數 | 各台冠軍歌總數 | 各台冠軍歌總數 | 各台冠軍歌總數 | 各台冠軍歌總數 | 各台冠軍歌總數    | 各台冠軍歌總數                      | 各台冠軍歌總數    |
| -------------- | -------------- | -------------- | -------------- | -------------- | ----------------- | ----------------------------------- | ----------------- |
| 四台a          | 903            | RTHK           | 997            | TVB            | 備註              | 備註                                | 備註              |
| 四台a          | 0              | 1              | 1              | 1              | 四台冠軍歌總數：0 | 四台冠軍歌總數：0                   | 四台冠軍歌總數：0 |
| 五台b          | 903            | RTHK           | 997            | TVB            | ViuTV             | 備註                                |                   |
| 五台b          | 0              | 0              | 0              | 0              | 0                 | 五台冠軍歌總數：0 四台冠軍歌總數：0 |                   |

- （*）仍在榜上
- （-）未能上榜
- （×）沒有派往該台
- （(1)）兩週冠軍
- ^  注解a：包括2020年後的冠軍歌曲
- ^  注解b：2020年起

## 演出作品

### 亞洲電視
- 1989年：《鹿兒新派三人行》（連同寶佩如和鄭瑞芬合作）

### 電視劇（無綫電視）
- 1991年：《自梳女》飾 張小華
- 1992年：《金蛇郎君》 飾 夏侯嫣
- 1993年：《超能幹探SuperCop》 飾 馬鳳兒
- 1995年：《壹號皇庭IV》 飾 茵

### 電影
- 1992年 : 《英雄地之小刀會》 飾 陳小佩 （合作演員：尹揚明 、陳松伶、 劉松仁）
- 1995年 : 《暴風少年之鴻門宴》 飾 Anna （合作演員：尹揚明、 楊澤霖）
- 1996年 : 《賭王千霸之爛命賭王》 飾 可可 （合作演員：詹秉熙 、楊澤霖）
- 1996年 : 《金錢誘惑》 飾 紀小娜 （合作演員： 羅家英、 何家駒）
- 1997年 : 《陰陽路七之撞到正》 飾 蘇眉（客串）

### 節目嘉賓（電台）
- 《靜默的革命》（商業電台）
- 《雷霆音樂圈》（商業電台）
- 《1圈圈 星光背後》（商業電台）
- 《有誰共鳴》（商業電台）
- 《Made in Hong Kong李志剛》（香港電台第二台）（2014年8月7日）
- 《守下留情》 （香港電台第二台）（2014年8月18至22日）
- 《2000靚歌再重聚》 （香港電台第二台）（2014年9月7日）
- 《愛在音樂中》（新城電台數碼音樂台）（2014年9月14日）
- 《舊日的足跡》（香港電台第一台）（2014年9月28日）
- 《音樂從呢道開始》（香港電台第一台）（2014年10月11日）
- 《開心日記》（香港電台第一台）（由2014年10月17日起逢星期五）
- 《香江暖流》（香港電台第五台）（2014年10月24日）
- 《音樂旗艦店》（新城電台知訊台）（2014年11月10日）

### 節目嘉賓（電視）
- 2014年：《今日VIP》（無綫電視節目）
- 2014年：《Sunday扮嘢王》（無綫電視節目）
- 2014年：《Music Café》（無綫電視J2節目）
- 2014年：《兄弟幫》（無綫電視節目）
- 2016年：《今日VIP》（無綫電視節目）
- 2016年：《StarTalk》（無綫娛樂新聞台節目）
- 2017年：《兄弟幫》（無綫電視節目）
- 2017年：《StarTalk》（無綫娛樂新聞台節目）
- 2021年：《StarTalk》（無綫娛樂新聞台節目）
- 2023年：《MM730 粉絲福利署》（ViuTV節目）

### 客串演出（音樂影片）
- 2024年：《老派約會之必要（Remix）》

## 獎項
- 1987年：CBS/SONY 亞洲之星歌唱比賽冠軍(香港區)
- 1994年：1994年度勁歌金曲第二季季選 - 得獎歌曲（《從不喜歡孤單一個》，與蘇永康一同獲獎）
- 1994年：1994年度十大勁歌金曲頒獎典禮 - 最受歡迎合唱歌曲獎 - 金獎（《從不喜歡孤單一個》，與蘇永康一同獲獎）
- 1994年：1994年度新城勁爆頒獎禮 - 勁爆合唱歌曲（《從不喜歡孤單一個》，與蘇永康一同獲獎）
- 2002年：2002年度兒歌金曲頒獎典禮 - 全年最佳兒歌歌詞大獎（《健康快車》，與向雪懷一同獲獎）
- 2013年：Yahoo人氣大獎2013 - 人氣合唱歌 《從不喜歡孤單一個》
- 2022年：新音樂榜原創歌曲頒獎禮 - 最受期待單曲《醜怪》

## 外部連結
- 彭家麗的新浪微博
- 彭家麗的Facebook專頁
- 彭家麗的Instagram帳戶
- 彭家麗的Threads
- SONY MUSIC YOUTUBE ANGELA PANG
- SONY MUSIC
- SONY MUSIC facebook （页面存档备份，存于）